# Application quasi conforme
En mathématiques, une application quasi conforme est une fonction de deux variables  réelles, dont les dérivées partielles satisfont une certaine inégalité qui étend la notion d'application conforme.
De telles applications jouent un rôle central dans la théorie de Teichmüller et en dynamique holomorphe, notamment dans la démonstration du théorème de non-existence de composante errante (en) par Dennis Sullivan. Par suite, elles furent utilisées avec profit notamment par Adrien Douady, John H. Hubbard et Mitsuhiro Shishikura (en).

## Définition analytique
La droite complexe ℂ et le plan réel ℝ2 sont identifiés canoniquement par : {\displaystyle \mathbb {C} \ni z=x+iy\mapsto (x,y)\in \mathbb {R} ^{2}}.
On définit deux opérateurs différentiels {\displaystyle \partial _{z}={\frac {1}{2}}(\partial _{x}-i\partial _{y})} et {\displaystyle \partial _{\bar {z}}={\frac {1}{2}}(\partial _{x}+i\partial _{y})}, où {\displaystyle \partial _{x}} (respectivement {\displaystyle \partial _{y}}) désigne la dérivation partielle par rapport à {\displaystyle x} (respectivement {\displaystyle y}).
Définition — 
Soient {\displaystyle U} et {\displaystyle V} deux ouverts de {\displaystyle \mathbb {C} }, {\displaystyle K\geq 1} et {\displaystyle f:U\longrightarrow V} un homémorphisme.
{\displaystyle f} est dite K-quasi conforme (K-q.c) si :
- Les dérivées partielles de {\displaystyle f} au sens des distributions {\displaystyle \partial _{x}f} et {\displaystyle \partial _{y}f} sont {\displaystyle L_{loc}^{2}} (localement {\displaystyle L^{2}}).
- {\displaystyle \left|{\frac {\partial f}{\partial {\bar {z}}}}\right|\leq k\left|{\frac {\partial f}{\partial z}}\right|}

où {\displaystyle k={\frac {K-1}{K+1}}}.
On dit que {\displaystyle f} est quasi conforme, si {\displaystyle f} est K-qc pour un certain {\displaystyle K\geq 1}.
Si {\displaystyle K=1}, alors {\displaystyle f} est conforme.